# Malaumont
Malaumont est une ancienne commune française du département de la Meuse en région Grand Est. Elle est associée à la commune de Chonville depuis 1973.

## Géographie
La localité de Malaumont est située à environ 7 km au nord-ouest de Commercy.

## Toponymie
Mentionné sous les noms de Malaudimons et Malemmunt au XIIe siècle

## Histoire
Ce village fait partie du Barrois mouvant et du diocèse de Toul au XVIIIe siècle.
Le 1er janvier 1973, la commune de Malaumont est rattachée sous le régime de la fusion-association à celle de Chonville qui devient Chonville-Malaumont.

## Politique et administration
| Période                                  | Période | Identité       | Étiquette | Qualité |
| ---------------------------------------- | ------- | -------------- | --------- | ------- |
| avant 2002                               |         | Bruno Lanterne | DVD       |         |
| Les données manquantes sont à compléter. |         |                |           |         |

## Démographie
| 1793 | 1800 | 1806 | 1821 | 1831 | 1836 | 1841 | 1846 | 1851 |
| ---- | ---- | ---- | ---- | ---- | ---- | ---- | ---- | ---- |
| 80   | 77   | 93   | 108  | 114  | 105  | 103  | 104  | 107  |

| 1856 | 1861 | 1866 | 1872 | 1876 | 1881 | 1886 | 1891 | 1896 |
| ---- | ---- | ---- | ---- | ---- | ---- | ---- | ---- | ---- |
| 103  | 104  | 105  | 103  | 116  | 110  | 98   | 87   | 86   |

| 1901 | 1906 | 1911 | 1921 | 1926 | 1931 | 1936 | 1946 | 1954 |
| ---- | ---- | ---- | ---- | ---- | ---- | ---- | ---- | ---- |
| 91   | 88   | 77   | 76   | 56   | 60   | 60   | 73   | 52   |

| 1962 | 1968 | - | - | - | - | - | - | - |
| ---- | ---- | - | - | - | - | - | - | - |
| 53   | 37   | - | - | - | - | - | - | - |

## Lieux et monuments
- Église Saint-Martin, dont le clocher roman a été classé par arrêté du 17 juillet 1908 et le chœur, la sacristie Renaissance et la nef gothique ont été inscrits par arrêté du 28 juin 1994[3]